# The Heritage at Millennium Park
The Heritage at Millennium Park è un grattacielo situato al 130 North Garland Court di Chicago, nell'Illinois.

## Caratteristiche
Completato nel 2005, con un'altezza di 192.4 metri e 57 piani, l'edificio è stato progettato dallo studio di architettura Solomon Cordwell Buenz.
The Heritage si trova direttamente a ovest del Millennium Park. Ha al suo interno una piscina coperta privata, un centro benessere, sala per cerimonie, una terrazza sul tetto e parcheggio coperto. Oltre a ospitare al suo interno condomini, l'Heritage contiene anche al piano terra esercizi commerciali.